# Arcidiecéze Santiago de Compostela
Arcidiecéze Santiago de Compostela je římskokatolická metropolitní arcidiecéze ve španělské autonomní oblasti Galicie, jejíž sídlo je v Santiagu de Compostela. Biskupství bylo do Compostely přeneseno z Irie po objevení hrobu apoštola Jakuba Staršího mezi lety 820-830, oficiálním biskupským sídlem je od roku 1095, v roce 1120 jej papež Kalixt II. povýšil na arcibiskupství.

## Církevní provincie burgoská
Arcidiecéze Santiago de Compostela je metropolitním sídlem stejnojmenné církevní provincie, do níž náleží čtyři sufragánní diecéze:
- - Diecéze Lugo
  - Diecéze Mondoñedo-Ferrol
  - Diecéze Orense
  - Diecéze Tui-Vigo